# John Shaw (regatista)
John Cameron Shaw (23 de mayo de 1937-1995) fue un deportista australiano que compitió en vela en la clase Dragon. Participó en los Juegos Olímpicos de Múnich 1972, obteniendo una medalla de oro en la clase de Dragon.

## Palmarés internacional
| Juegos Olímpicos | Juegos Olímpicos | Juegos Olímpicos | Juegos Olímpicos |
| Año              | Lugar            | Medalla          | Clase            |
| ---------------- | ---------------- | ---------------- | ---------------- |
| 1972             | Múnich (RFA)     | Medalla de oro   | Dragon           |